# Internationella Skådespelarfederationen
Internationella Skådespelarfederationen (Fédération Internationale des Acteurs, FIA) är en internationell facklig organisation som organiserar skådespelare. Den grundades 1952 och leds sedan 2021 av den amerikanska skådespelaren Gabrielle Carteris. Man har över 100 medlemsförbund i 70 olika länder.

## Generalsekreterare
1952–1968 Pierre Chesnais
1968–1974 Rolf Rembe
1974–1983 Gerald Croasdell
1983–1991 Rolf Rembe
1991–1995 Michael Crosby
1996–2001 Katherine Sand
2001– Dominick Luquer

## Ordförande
1952–1956 Jean Darcante / Gérard Philipe
1956–1958 Gordon Sandison
1958–1964 Fernand Gravey
1964–1967 Rodolfo Landa
1967–1970 Vlastimil Fisar
1970–1973 Pierre Boucher
1973–1982 France Delahalle
1982–1992 Peter Heinz Kersten
1992–2008 Tomas Bolme
2008–2012 Agnete Haaland
2012–2021 Ferne Downey
2021– Gabrielle Carteris